# Kutadgu Bilig
El Kutadgu Bilig és un poema èpic escrit per Yusuf Balasaguni escrit en una varietat antiga d'uigur parlada pels karlucs. El poema s'estructura amb la mètrica mesnevi i divideix el contingut en 85 parts que intercalen poemes, consells i excursos a la trama principal. Els protagonistes són quatre personatges ben diferents que representen diferents valors. El rei s'associa al sol i representa la justícia. El seu visir, associat a la lluna plena, simbolitza la fortuna. Hi apareix un savi reputat i un dervix, que parla sobre el final de la vida humana. Entre tots quatres busquen assolir i definir la felicitat i dialoguen entre ells mentre es descriuen escenes quotidianes medievals.